# Ховрин, Николай Александрович
Ховрин Николай Александрович (7 октября 1893, Санкт-Петербург — 10 января 1972, Киев) — один из руководителей моряков Балтийского флота в Октябрьской революции 1917.

## Биография
В 1914 году призван в армию, матрос Балтийского флота, служил на линейном корабле «Император Павел I» (с апреля 1917 – «Республика»). Член РСДРП с 1915.
Участвовал в Февральской революции 1917 года в Петрограде, член Гельсингфорсских комитета РСДРП(б) и Совета, один из инициаторов создания и член Центробалта. Делегат 7-й (Апрельской) Всероссийской конференции РСДРП(б) и II Всероссийского съезда Советов. Во время Октябрьского вооружённого восстания комиссар Центробалта в матросских отрядах, участник штурма Зимнего дворца и разгрома выступления Керенского — Краснова. Член Военно-морского революционного комитета. Комиссар матросского отряда, направленного 31 октября (13 ноября) на помощь революционной Москве, затем — на борьбу с Центральной Радой и калединщиной.
В декабре 1917 года, по приглашению самопровозглашённой Украинской Советской республики в лице Первого Всеукраинского съезда советов, прибыл в Харьков в составе полуторатысячи человек для участия в войне против петлюровцев и белогвардейцев на территории Украины. 
В 1918 командир Петроградского военного порта.
В конце Гражданской войны был командиром военного порта в Керчи.
С 1932 служил в ЭПРОН, участвовал в подъёме кораблей, затонувших во время Гражданской и Великой Отечественной войн, в том числе на Балтике, Чёрном море и на Днепре. Служил в Наркомате ВМФ, Советской Армии (полковник). С 1951 в отставке. Награждён орденом Ленина, 2 орденами Красного Знамени, орденами Отечественной войны 1-й степени, Красной Звезды и медалями.
В конце жизни поселился в Киеве.

## Сочинения
- Ховрин Н. А.Балтийцы идут на штурм! — М.: Воениздат, 1987